# Toon Disney (Italia)
Toon Disney è stata una rete televisiva satellitare italiana, attiva dal 2004 al 2011.

## Storia
Il canale era l'edizione italiana del canale televisivo tematico a pagamento omonimo edito da Walt Disney Television Italia, azienda del gruppo Disney. Dopo essere andato in onda come contenitore di soli cartoni animati ogni mattina a partire dal 2002 su Disney Channel dalle 6 alle 8:30, il 24 dicembre 2004 diventò un canale autonomo su Sky al canale 614. Dal 20 dicembre 2008, sempre sulla medesima piattaforma, era disponibile la versione timeshift del canale (denominata Toon Disney +1) con la stessa programmazione di Toon Disney ma slittata un'ora in avanti, al canale 615.
Per il digitale terrestre l'emittente (come progetto Disney Animazione), assieme a Disney Channel e Playhouse Disney, aveva partecipato all'ultima gara di assegnazione del 40% della capacità trasmissiva per i multiplex nazionali classificandosi al 9º posto, rientrando quindi nella graduatoria. La direzione era fino al 2008 da Mauro Mazza e poi dalla doppiatrice torinese Federica Valenti fino alla chiusura definitiva del canale.
Lo speaker del canale era Gianluca Iacono.
Il 1º ottobre 2011 il canale ha cessato definitivamente le sue trasmissioni e non è più disponibile sulla piattaforma satellitare Sky lasciando per alcuni giorni sul timeshift +1 il messaggio "Toon Disney ti saluta! Da Ottobre le tue serie preferite si spostano su Disney Junior", prima di essere chiuso definitivamente su Sky.
Dalla chiusura di Toon Disney però, su Disney Junior, solamente 3 delle vecchie serie sono state ritrasmesse, e sono state: La sirenetta - Le nuove avventure marine di Ariel, Timon e Pumbaa e La carica dei 101 - La serie.
Inoltre, a differenza di com'era su Toon Disney, su cui le vecchie serie venivano trasmesse 365 giorni all'anno, su Disney Junior, le 3 vecchie serie sono state trasmesse per un periodo limitato di soli tre mesi per ciascuna serie.
Terminata la trasmissione de La carica dei 101 - La serie a novembre 2012, nessuna delle vecchie classiche serie è stata più ritrasmessa a Disney Junior. La serie Timon e Pumbaa viene ritrasmessa su Disney in English. Alcune delle classiche serie furono ritrasmesse su Rai 2, mentre American Dragon è stato trasmesso su Disney XD. I due canali (Toon Disney e il relativo +1) sono stati sostituiti rispettivamente da Disney Channel +2 e Disney XD +2 (poi chiusi entrambi il 9 aprile 2018).

## Programmi televisivi
- Aladdin (serie animata)
- Hercules (serie animata)
- La carica dei 101 - La serie
- Lloyd nello spazio
- I disastri di Re Artù
- Un pizzico di magia
- Topolino & Co
- Bibi piccola strega
- Sally Bollywood
- Monster Allergy
- Ecco Pippo
- Timon e Pumbaa
- Lilo & Stitch (serie animata)
- Cars Toon
- Shaun - Vita da pecora
- Zombie Hotel
- Casper
- Mickey Mouse Works
- House of Mouse - Il Topoclub